# Лисков, Валерий Николаевич
Валерий Николаевич Лисков (род. 24 сентября 1958) — советский украинский легкоатлет, специалист по бегу на средние дистанции. Выступал на всесоюзном уровне в 1970-х годах, бронзовый призёр чемпионата СССР и Спартакиады народов СССР, победитель первенств всесоюзного и республиканского значения, действующий рекордсмен Украины в эстафете 4 × 800 метров. Представлял Харьков и Киев, добровольные спортивные общества «Динамо» и «Спартак».

## Биография
Валерий Лисков родился 24 сентября 1958 года. Занимался лёгкой атлетикой в Харькове и Киеве, выступал за Украинскую ССР, добровольные спортивные общества «Динамо» и «Спартак» соответственно.
Впервые заявил о себе на всесоюзном уровне в сезоне 1975 года, когда на соревнованиях в чехословацкой Банска-Бистрице в составе советской сборной установил юношеский рекорд СССР в беге на 800 метров — 1.49,7.
В 1977 году выступил на юниорском европейском первенстве в Донецке — в зачёте бега на 800 метров сумел дойти до стадии полуфиналов.
В 1979 году в дисциплине 800 метров выиграл бронзовую медаль на всесоюзных соревнованиях в Сочи, установив при этом свой личный рекорд — 1:47.5. Принимал участие в чемпионате страны в рамках VII летней Спартакиады народов СССР в Москве, где в программе эстафеты 4 × 800 метров вместе с партнёрами по украинской команде Сергеем Шаповаловым, Виталием Тищенко и Анатолием Решетняком завоевал бронзовую награду и установил ныне действующий рекорд Украины в данной дисциплине — 7:13.1.